# ابن كليب الحراني
ابن كليب الحراني (صفر 505 هـ - 27 ربيع الأول 596 هـ) هو أبو الفرج عبد المنعم بن أبي الفتح عبد الوهاب بن سعد بن صدقة بن الخضر بن كليب، الملقب شمس الدين، الحراني الأصل، البغدادي المولد والدار، الحنبلي المذهب، كان تاجرًا، وله في الحديث والسماعات العالية، وانتهت الرحلة إليه من أقطار الأرض، وألحق الصغار بالكبار، لا يشاركه في شيوخه ومسموعاته أحد، قال فيه الذهبي إنه مُسْنِد العراق، وكان صحيح الذهن والحواس إلى أن مات، وتسرّى مائة وثمانيًا وأربعين جارية.

## وفاته
كانت ولادته في صفر سنة خمس وخمسمائة. وتوفي ليلة الاثنين السابع والعشرين من شهر ربيع الأول سنة ست وتسعين وخمسمائة ببغداد، ودفن من الغد بمقبرة الإمام أحمد بن حنبل، رضي الله عنه، بباب حرب، عند أبيه وأهله.